# Roberto Tirelli
Roberto Tirelli (Bologna, 15 maggio 1938) è uno scultore italiano.

## Biografia
(Giorgio Ruggeri)
Roberto Tirelli è nato a Bologna il 15 maggio 1938. Suo padre, Cesare, fu un noto cronista de Il Resto del Carlino.

Si diplomò Maestro d'Arte nel 1959 presso l'Istituto d'Arte di Bologna. In seguito proseguì gli studi all'Accademia di belle arti di Bologna terminandoli nel 1963. Durante questi anni fu allievo dello scultore Umberto Mastroianni.

Abilitato all'insegnamento, Tirelli fu professore di Figura e Ornato modellato presso il Liceo artistico di Bologna.

Durante la sua carriera artistica collaborò a lungo con la fonderia Venturi Arte (Centro internazionale di ricerche Arti plastico-figurative) di Cadriano (BO)..

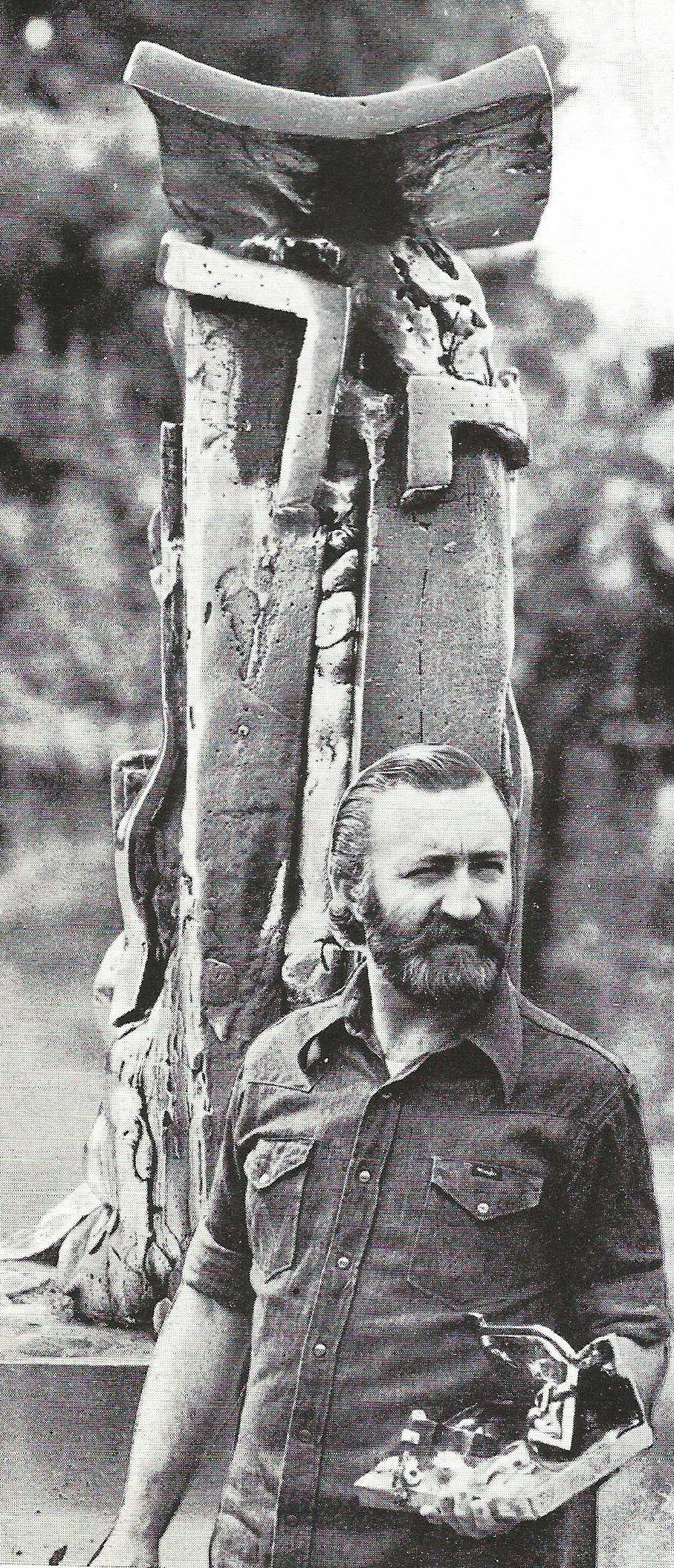
Roberto Tirelli durante la mostra in Israele.

### Alcune mostre e premi da ricordare
Nel 1959, ancora studente, vinse il premio Lerici della scultura ceramicata (Lerici, La Spezia). In seguito il Comune di Bologna, per due anni (1961 e 1965), gli assegnò il primo premio per la scultura presso la Mostra d'Arte Contemporanea in Emilia Romagna. Nel 1967 l'Istituto di Storia dell'Arte dell'Università di Bologna gli assegnò il suo premio.

Nel 1966 espose in una personale a Modena presso Gli amici dell'arte. La mostra fu presentata in catalogo dal critico Luigi Lambertini che ebbe a dire:

(Luigi Lambertini)

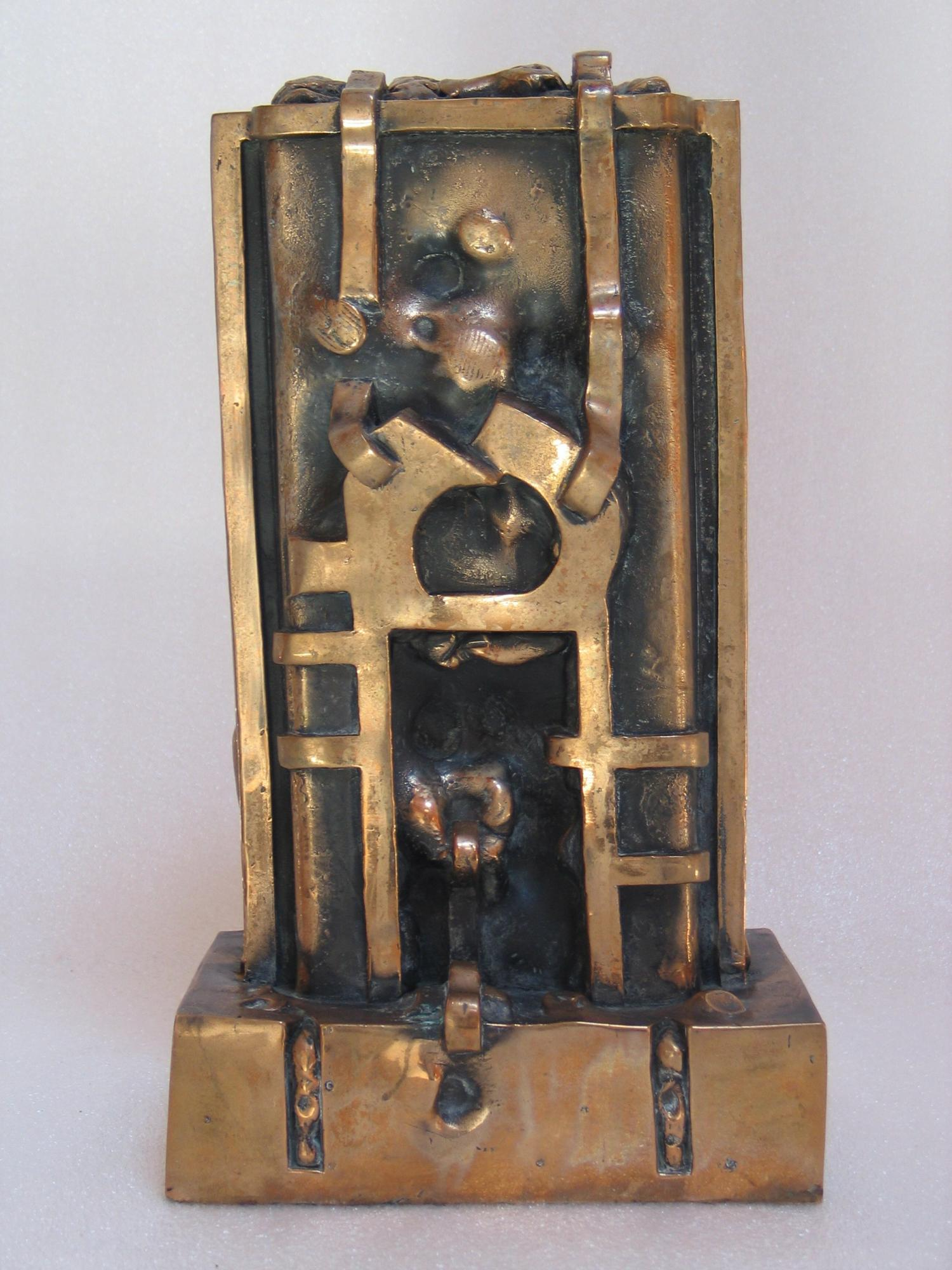
Nulla ci farà schiavi, Bronzo 1977, Donazione al Comune di Castel San Pietro Terme

Nel 1967 alla Galleria Alpha di Modena Tirelli e Antonio Saliola esposero in una personale. Nel 1968 il Comune di Bologna presso la galleria di Palazzo Galvani inaugurò una mostra di strutture di Tirelli presentata da Marcello Azzolini. A seguito del successo di questa mostra, la stessa personale fu portata anche nelle sale del Castello dei Principi di Correggio. Nello stesso anno, infine, fu assegnato a Tirelli il primo premio per la scultura alla mostra nazionale Francesca da Rimini presso Rimini. Nel 1970, con Valerio Miroglio e William Xerra, Tirelli inaugurò una grande mostra alla Certosa di Valmanera presso Asti con la presentazione di Ferdinando Albertazzi e il servizio fotografico di Aldo Pennazzi. Albertazzi, riguardo alle strutture esposte da Tirelli nella mostra, ebbe a scrivere:

(Ferdinando Albertazzi, Tra le Sviste)

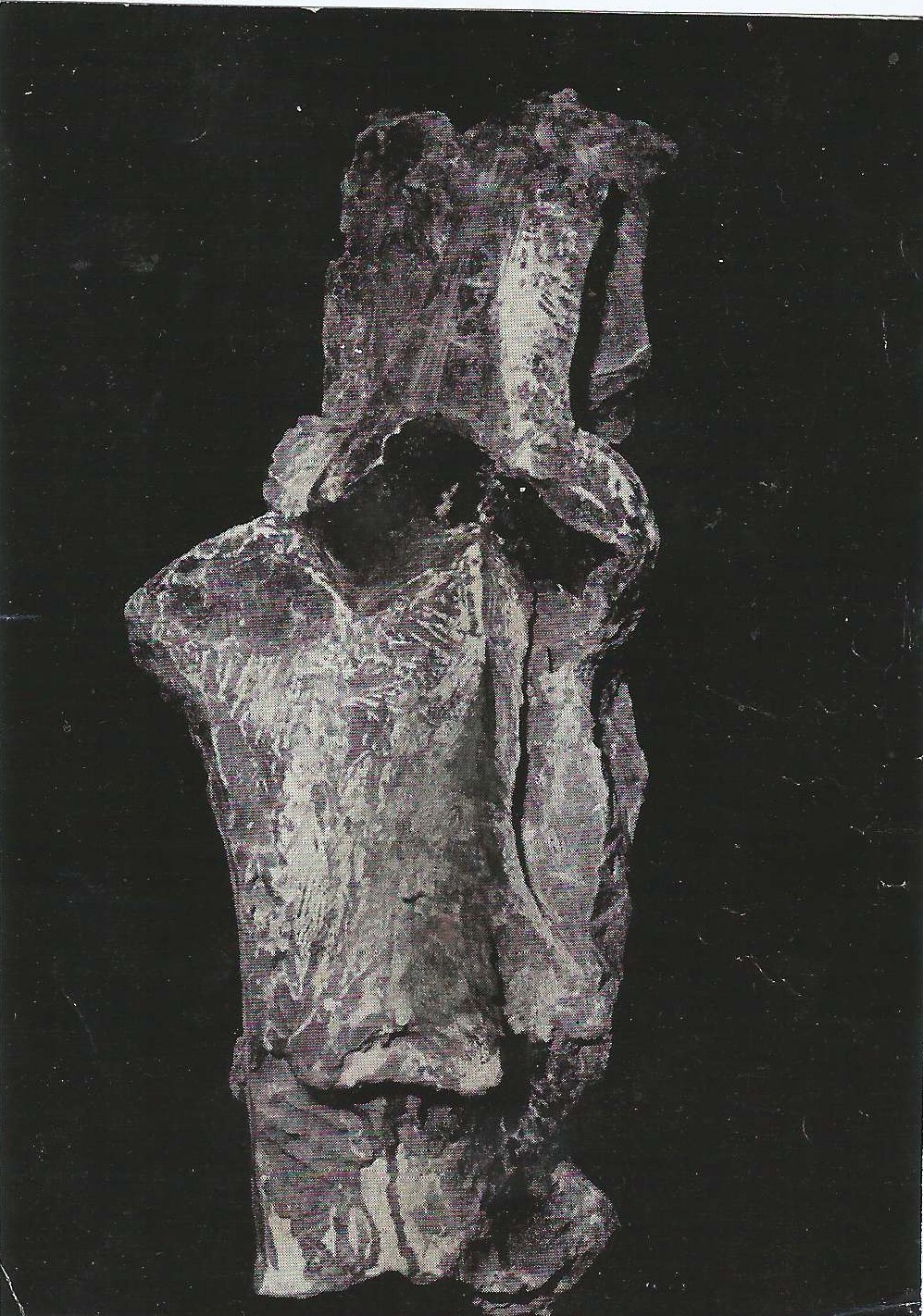
Figura, Gesso, 1961, Museo d'arte moderna di Bologna (MAMbo).

Nel 1973 si tenne una personale di Tirelli presso la galleria Ciak di Roma.

Nel 1975 su invito dell'Istituto Culturale Italiano, curatore il Prof. Marco Miele, Tirelli espose una collezione di sculture e disegni a Tel Aviv, Gerusalemme e Haifa riscuotendo ovunque, come scrisse Giorgio Romano su Fiera Letteraria, un "eccezionale successo di critica e di pubblico". Giorgio Romano scrisse, inoltre:

(Giorgio Romano, Fiera Letteraria)

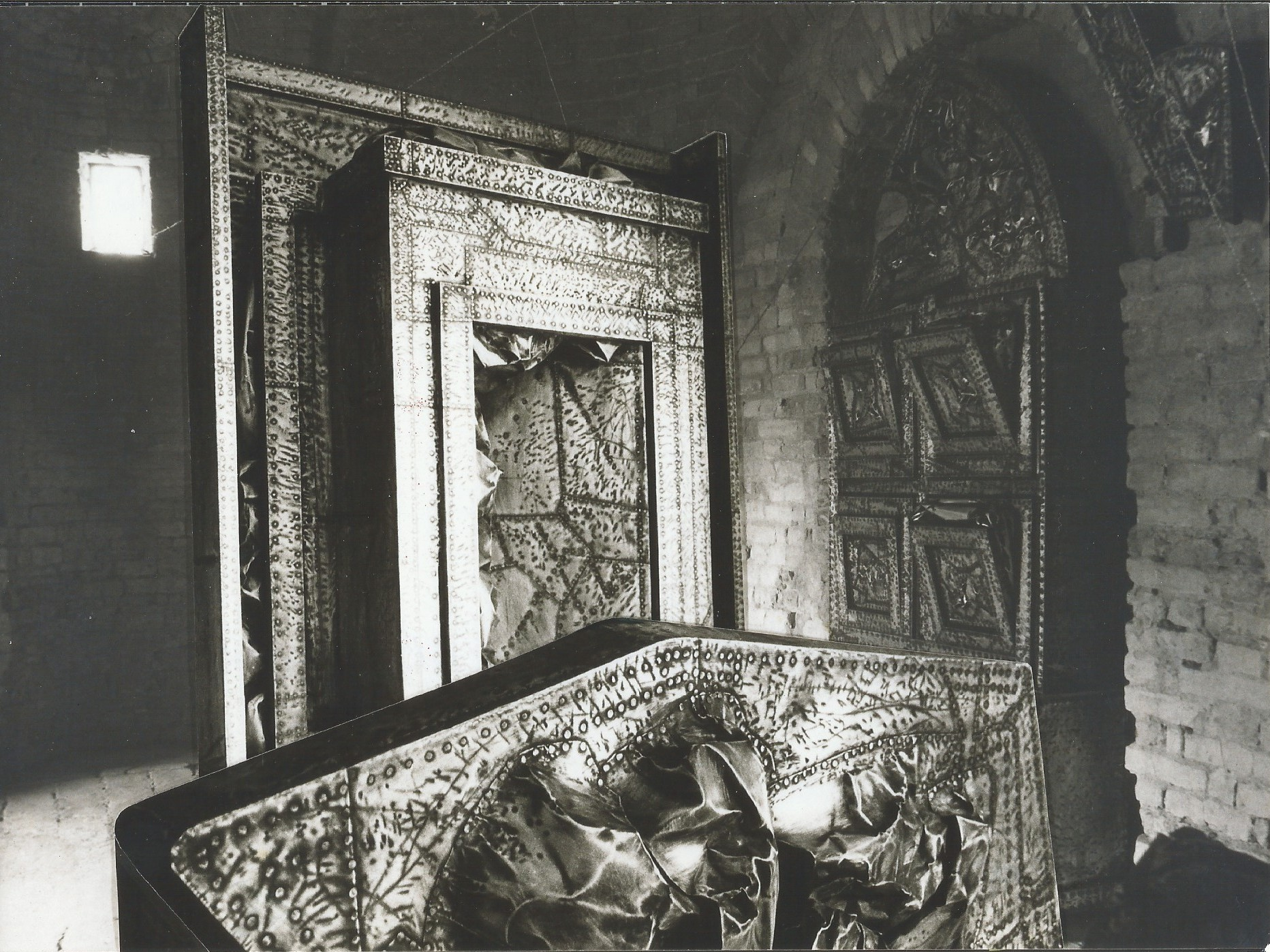
Un tempio di pace oltre la vita al di sopra delle parti, Allestimento in lamiera inchiodata, 1981, Donazione al Comune di Castel San Pietro Terme

Nel maggio del 1975 espose presso lo Studio Arti Visive di Matera, diretto da Franco di Pede. Durante questa occasione, Tirelli donò al comune di Matera una sua opera.
Nello stesso anno espose su invito alla decima Biennale del Bronzetto a Padova.

Nel 1978 espose alla galleria Due Torri di Bologna presentato dal critico e storico del futurismo Luigi Tallarico che, nel catalogo della mostra, scrisse:
(Luigi Tallarico)

Nel 1979 espose con una personale alla Fondazione Viani di Viareggio (Lucca). Anche in questa occasione la presentazione della mostra fu affidata a Luigi Tallarico che ebbe a scrivere:
(Luigi Tallarico)

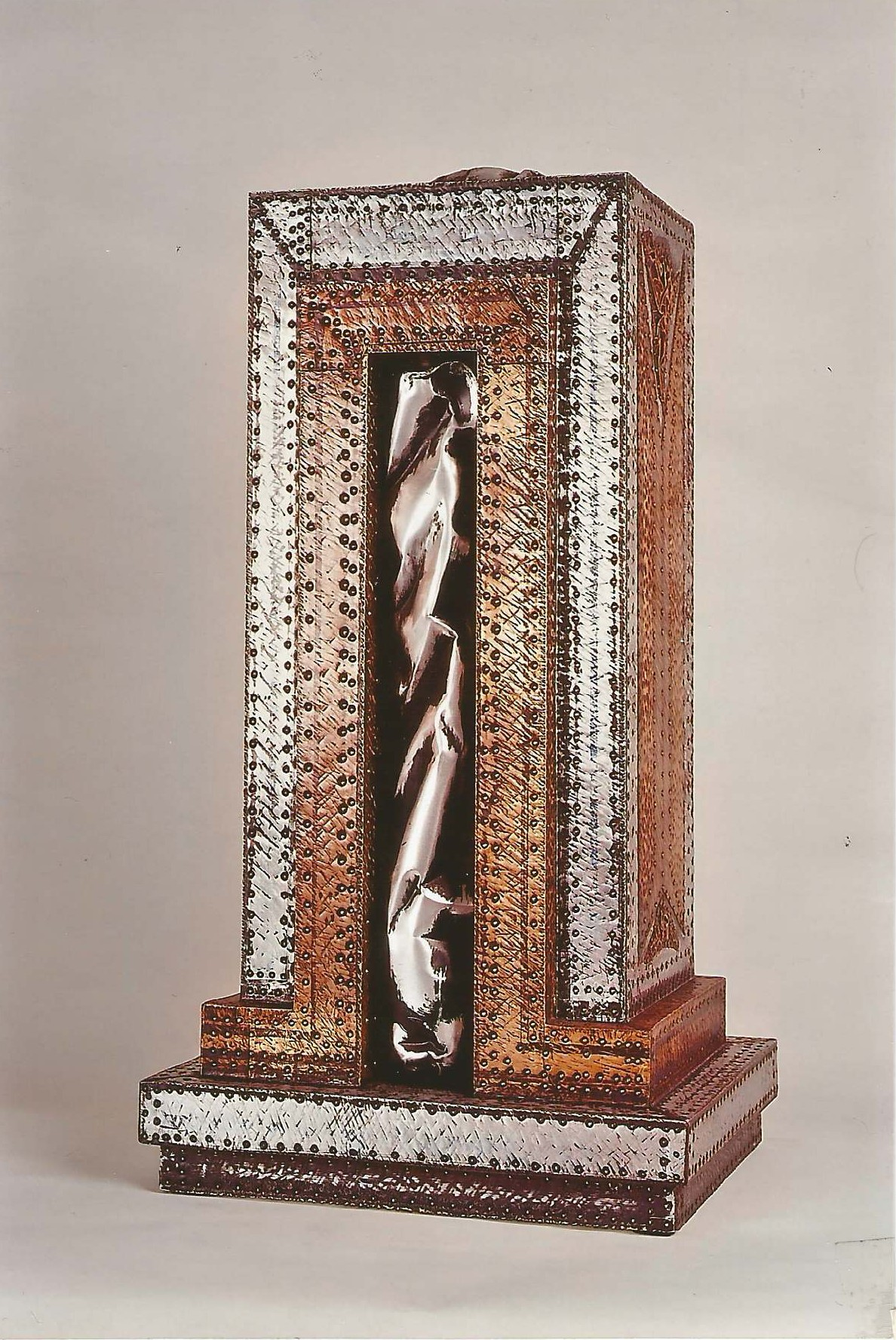
Sacro a quattordici. Dedicato ai fratelli Cervi e Govoni. Metallo inchiodato, 2001, Museo d'Arte Bargellini (Cento)

Nel 1982 gli viene assegnato un premio per la scultura al Premio Manciano di Grosseto.

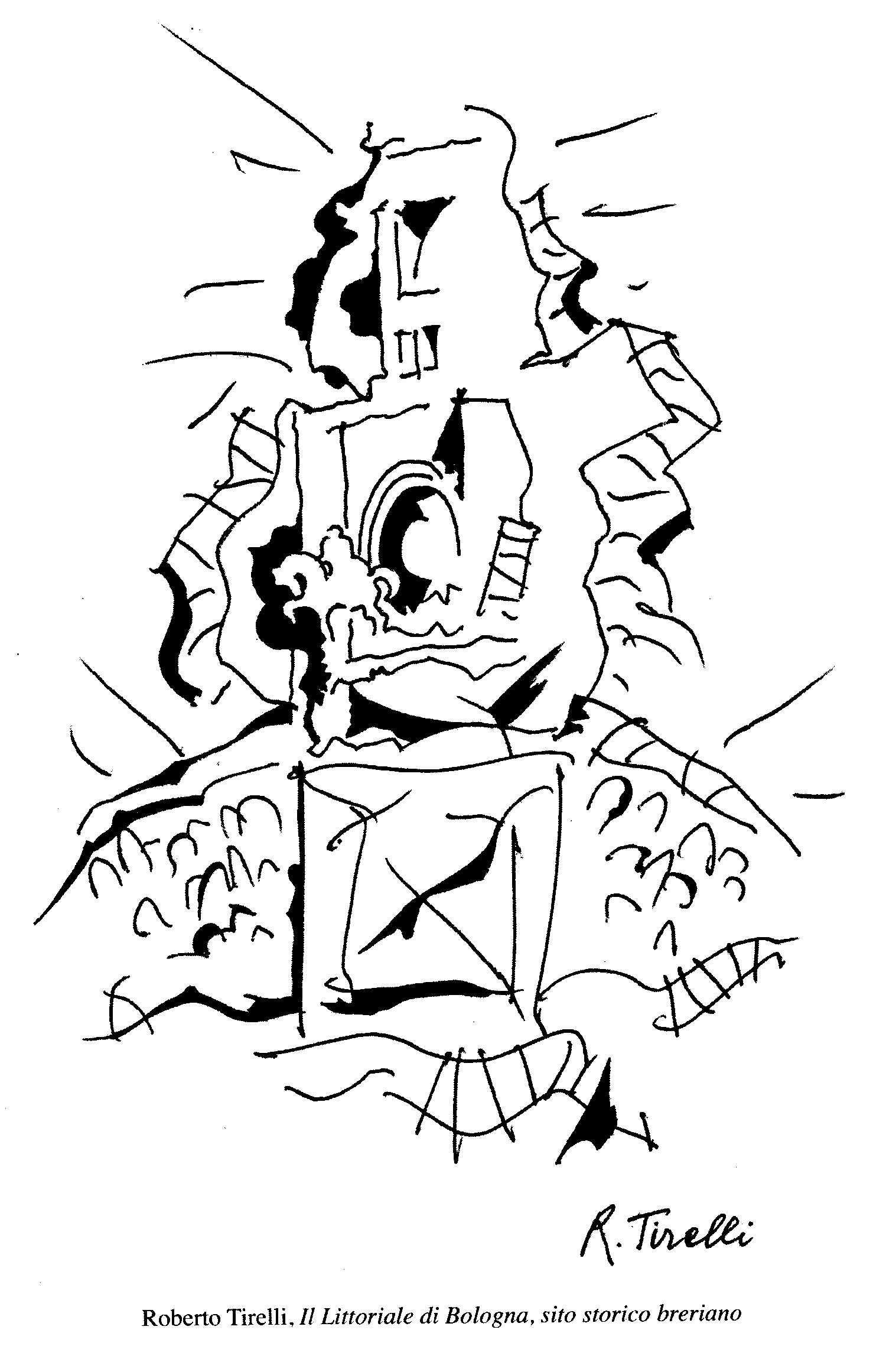
Il littoriale di Bologna, sito storico breriano,2012, Quaderni dell'Arcimatto.

### Gli anni a Sacerno di Calderara
Negli anni '70 Tirelli trasferì la sua attività artistica dallo studio bolognese alla canonica della chiesa di Sant'Elena di Sacerno di Don Antonio Passerini, "valido compagno, buon confessore e ottimo consolatore"; dove trascorse trent'anni della sua vita ed elaborò le sue ultime creazioni appartenenti al periodo delle lamiere inchiodate.
Il suo lavoro culminò nel 1981, quando, con la presentazione di Lino Cavallari, realizzò un ambiente in lamiera inchiodata presso la storica torre campanaria della chiesa.
(Lino Cavallari)

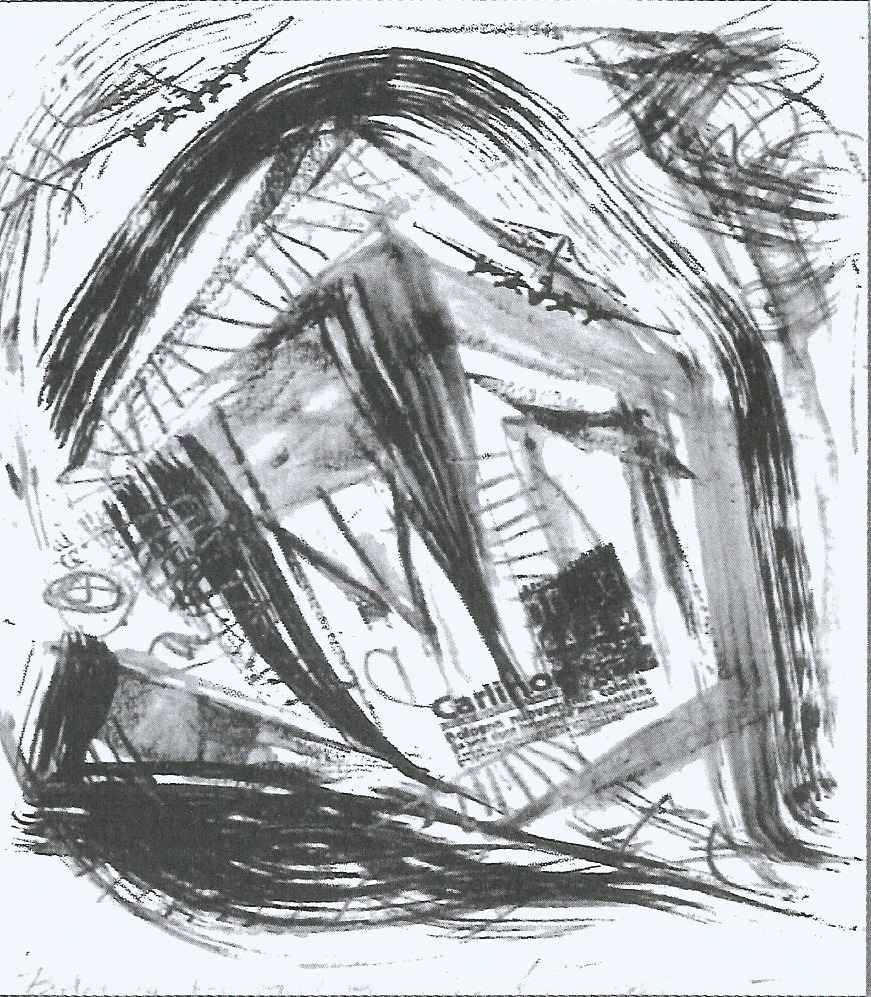
Bologna bombardata, 1943-44, 2015.

Dal 1988 Tirelli decise di non esporre più in vita ma continuò a lavorare e produrre opere all' interno del suo studio.

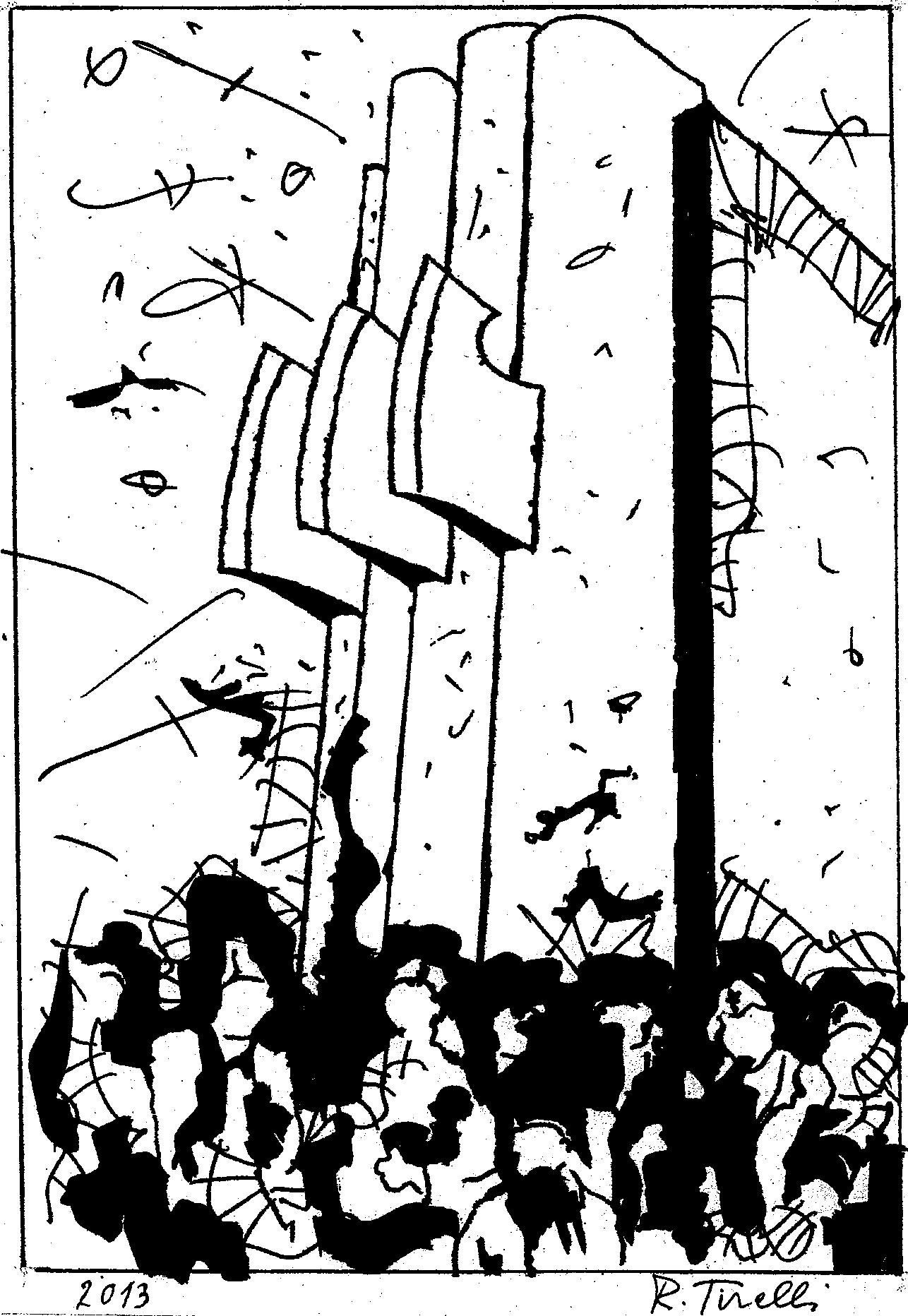
Gianni Brera, il periodo dell' infatuazione, 2013, Quaderni dell'Arcimatto.

### La donazione e gli anni più recenti
Nel 2001 Giorgio Di Genova inserì Tirelli in quel gruppo di scultori che, a suo dire, si fecero maggiormente testimoni della ricchezza della scultura italiana durante gli anni '30; in particolare auspicò una riscoperta di Tirelli "per le complesse costruzioni in alluminio a cui da decenni si dedica".

Nello stesso anno realizzò la scultura Sacro a quattordici; dedicato ai fratelli Cervi e Govoni. Quest'opera costituisce per lo scultore un monumento ideale dedicato alla pacificazione nazionale, sempre rifiutata per faziosità delle parti.

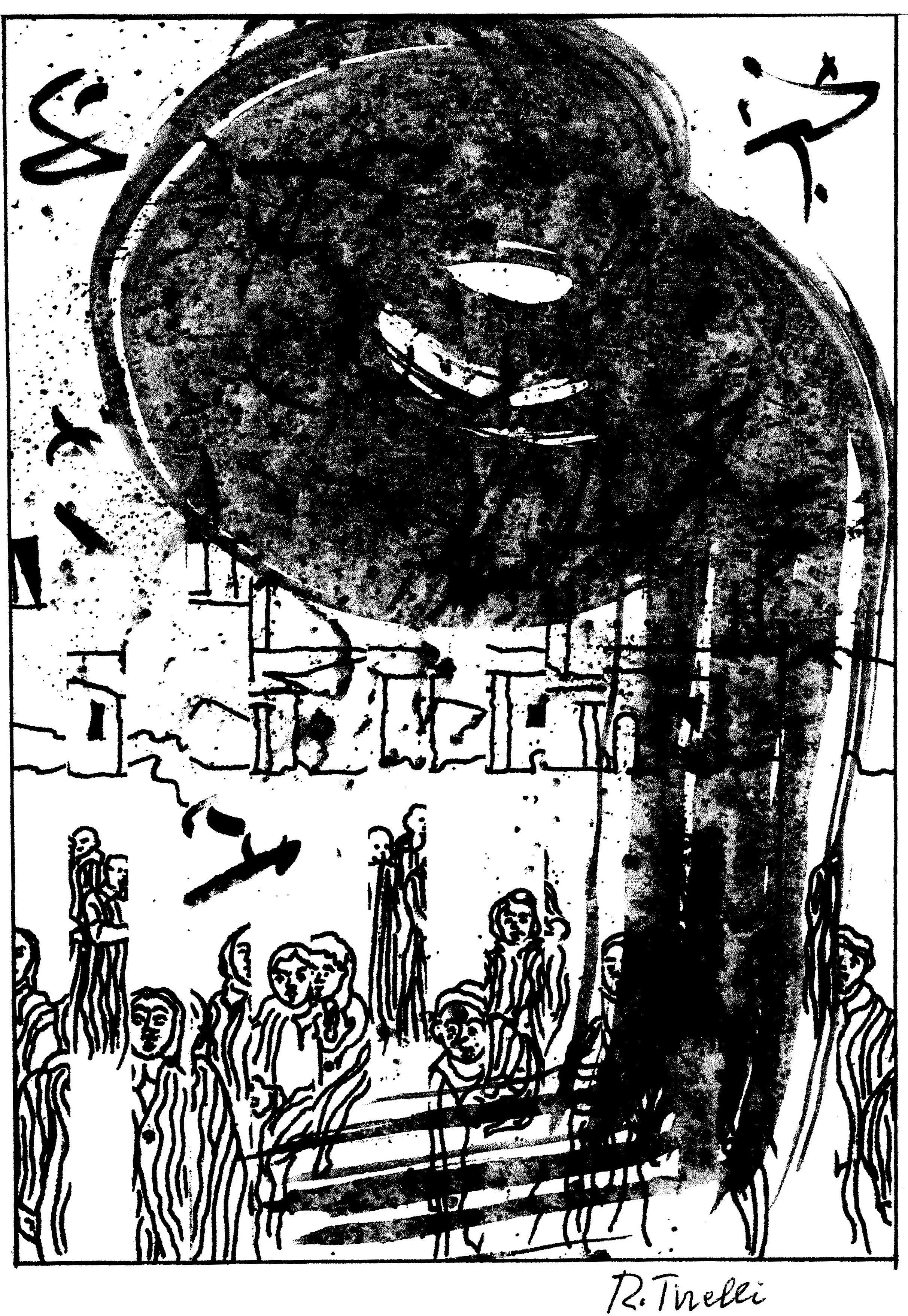
Che le nubi si allontanino, 2015.

Nel 2004 Tirelli donò un patrimonio di 101 sculture e oltre 500 opere grafico-pittoriche al comune di Castel San Pietro Terme in provincia di Bologna. La donazione fu formalizzata con una cerimonia di sottoscrizione alla presenza dell'allora sindaco Graziano Prantoni. L'unica clausola che lo scultore pose all'atto della donazione fu che le opere fossero esposte al pubblico con una mostra antologica postuma.

Dopo la donazione del 2004 abbandonò il suo studio di Sacerno (BO).
Nel 2010 lo scrittore Rino Battistini si occupa ampiamente dello scultore Tirelli nel suo volume La Rotonda e la Chiesa di Sant'Elena a Sacerno.

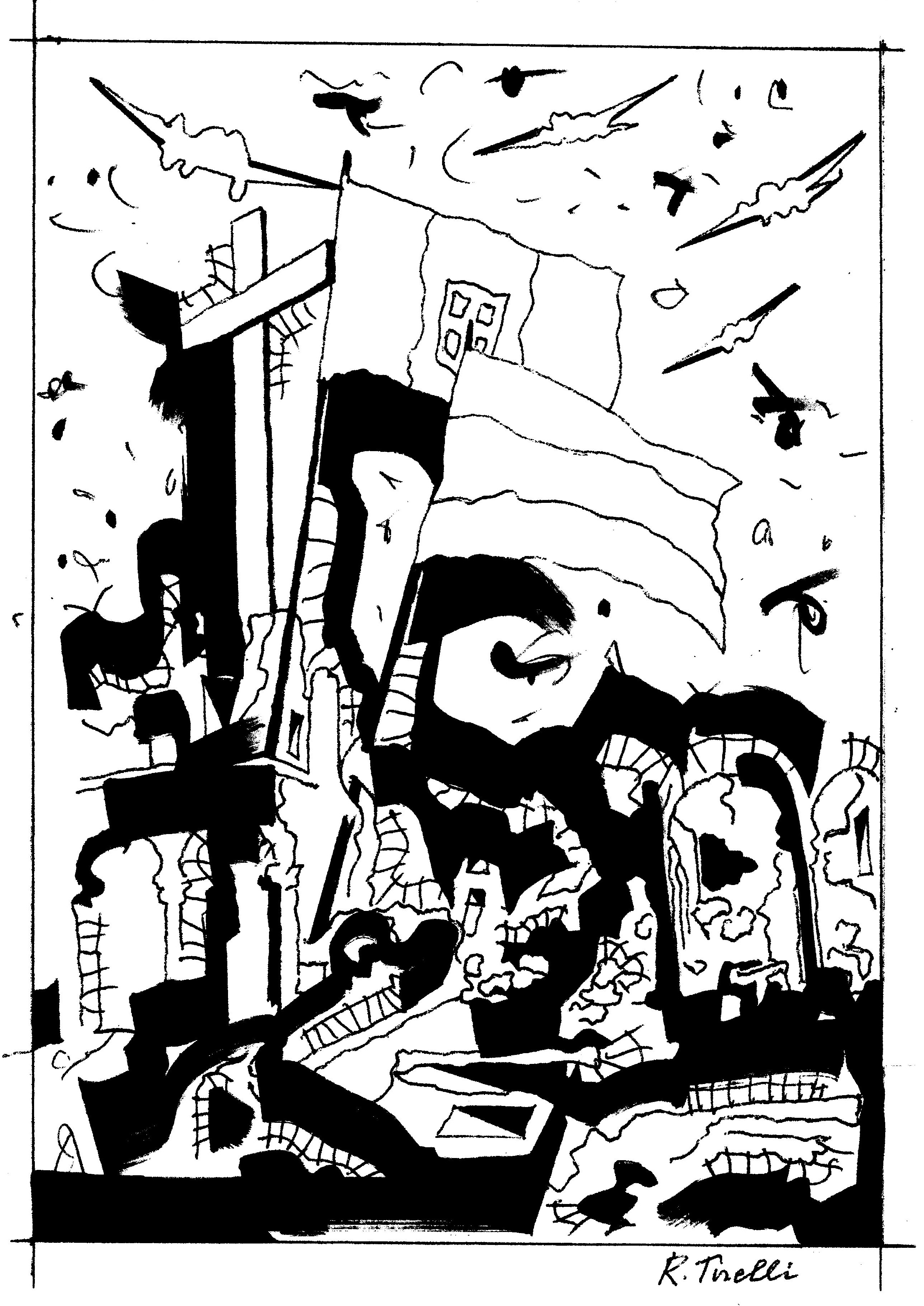
Guerra Spagnola, 2015.

A partire dalla fine del 2011 Tirelli affianca al lavoro di scultore quello di illustratore, dedicandosi, in alcuni casi, a tematiche per lui nuove. Nel 2012 un disegno di Tirelli dal titolo Il Littoriale di Bologna, sito storico breriano fu pubblicato sui Quaderni dell' Arcimatto, studi e testimonianze per Gianni Brera.

Nel 2014 un secondo disegno di Tirelli, dal titolo Gianni Brera, il periodo dell'infatuazione, fu pubblicato sul terzo volume dei Quaderni dell' Arcimatto, studi e testimonianze per Gianni Brera, volume 3.

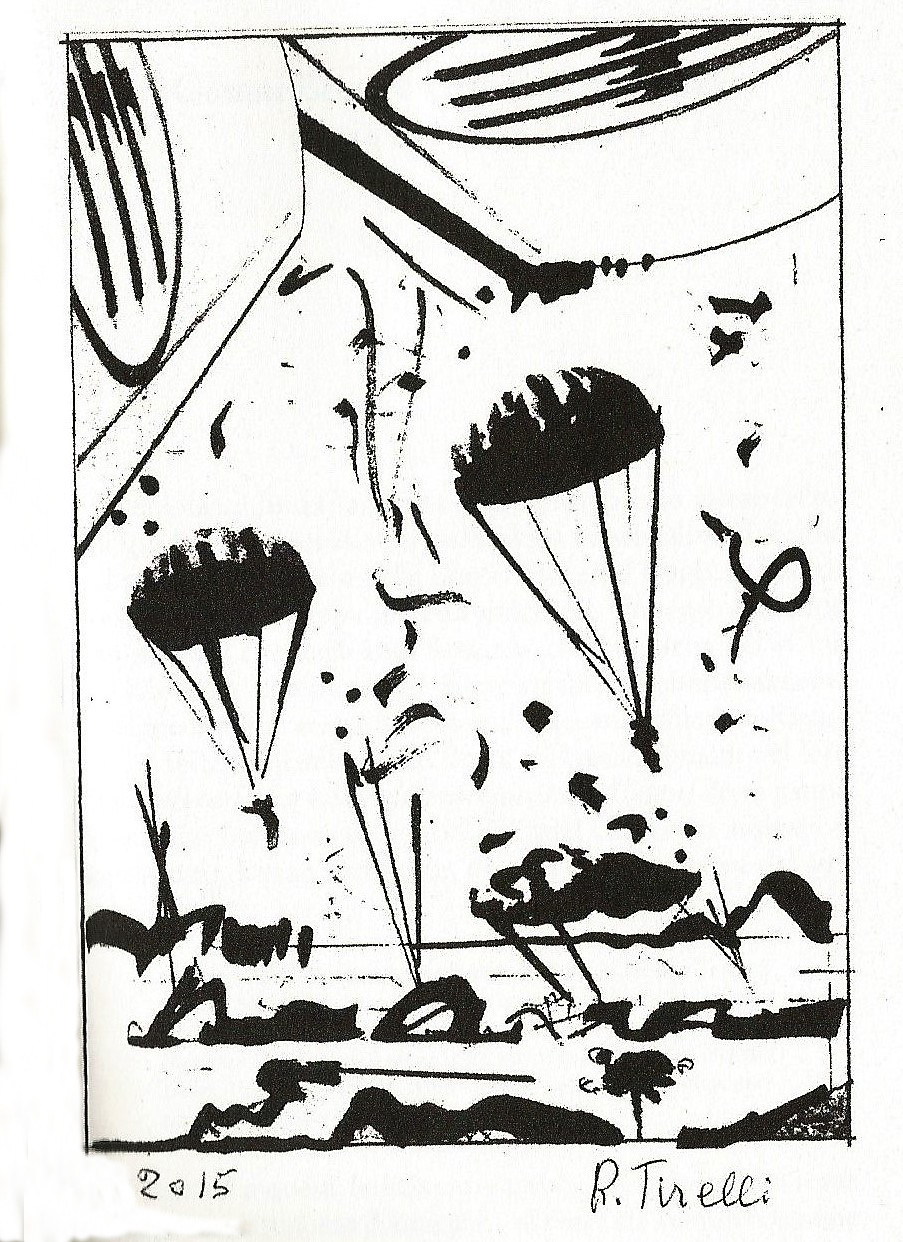
Brera...col cuore nella folgore, 2015.

Nel 2015 un disegno di Tirelli dal titolo Bologna bombardata, 1943-44 appare sulla rivista Il Pepe Verde. Il disegno, in questa occasione, è dedicato al critico Luigi Lambertini. 

Nel 2016 Tirelli realizza la copertina e i disegni del libro I sette rimbalzi del destino, Giorgio Perlasca fra le Stelle di David di Ferdinando Albertazzi e Paolo Garzella. Il libro contiene una prefazione di Naor Gilon, ambasciatore d'Israele in Italia.

Nel 2017 un disegno di Tirelli, dal titolo Brera...col cuore nella folgore, appare sul quarto volume dei Quaderni dell' Arcimatto, studi e testimonianze per Gianni Brera, volume 4.